# Велко Блажов
Велко Цветанов Блажов е български революционер, деец на Вътрешната македоно-одринска революционна организация.

## Биография
Роден е в 1875 година в скопското село Драчево, тогава в Османската империя. Присъединява се към ВМОРО и действа като куриер. В 1907 година се присъединява към четата на Васил Аджаларски. Участва в сражението между Агино село и Романовце. След Младотурската революция се легалзира. Продължава да се занимава с революционна дейност и след като Скопско попада в Сърбия в 1913 година. В 1918 година е интерниран във Валево. В 1921 година е осъден на 10 години затвор, от които лежи 3 в Скопие и Лепоглава.
На 24 март 1943 година, като жител на Драчево, подава молба за българска народна пенсия, която е одобрена и пенсията е отпусната от Министерския съвет на Царство България.